# پریش جفرسون (لوئیزیانا)
شهرستان جفرسون، لوئیزیانا (به انگلیسی: Jefferson Parish, Louisiana) یک سکونتگاه مسکونی در ایالات متحده آمریکا است که در لوئیزیانا واقع شده‌است.

## خصوصیات
شهرستان جفرسون ۱٬۶۶۳ کیلومترمربع مساحت دارد.